# Croton santaritensis
Croton santaritensis är en törelväxtart som beskrevs av Michael J. Huft. Croton santaritensis ingår i släktet Croton och familjen törelväxter. Inga underarter finns listade i Catalogue of Life.